# Heptaschwefelimid
Heptaschwefelimid ist eine anorganische chemische Verbindung des Schwefels. Sie gehört zur Stoffgruppe der Schwefelimide. Die Struktur der Schwefel-Stickstoff-Verbindung entspricht formal der des Cyclooctaschwefels S8.

## Darstellung und Gewinnung
Das Heptaschwefelimid kann durch die Umsetzung von Schwefel mit Natriumazid in Hexamethylphosphorsäuretriamid hergestellt werden. Dabei resultiert zunächst ein Natriumsalz, dessen Protolyse zum freien Imid führt.
{\displaystyle {\ce {7/8 S8 + NaN3 -> N2 + S7N^{-}Na^+ ->[H^+] S7NH}}}

## Eigenschaften
Heptaschwefelimid ist ein blassgelber Feststoff, der bei 113,5 °C schmilzt. Die Verbindung kristallisiert in einem rhombischen Kristallsystem.
Es besitzt die Eigenschaften einer schwachen Säure, da entsprechende Salze wie S7NNa oder S7N-Hg-NS7 bekannt sind. Die Umsetzung von Heptaschwefelimid mit den entsprechenden Schwefeldichloriden SnCl2 mit n = 1, 2, 3, 5 ergeben die Oligoschwefeldinitride SxN2 mit x = 15, 16, 17, 19. Es ergibt sich eine Grundstruktur S7N–Sn–NS7, wobei zwei S7N-Ringstrukturen über ein, zwei, drei bzw. fünf Schwefelatome verbunden sind.
Ähnliche Substitutionsreaktionen sind auch mit anderen Halogenverbindungen möglich. Mit Thionylchlorid wird das Bis(heptaschwefelimido)-sulfoxid erhalten.
Analog erfolgt mit Verbindungen wie Bortrichlorid, Bortribromid oder Acetylchlorid eine Substitution an der NH-Struktur.
{\displaystyle {\ce {S7NH + BCl3 -> S7NBCl2 + HCl}}}
{\displaystyle {\ce {S7NH + BBr3 -> S7NBBr2 + HBr}}}
{\displaystyle {\ce {S7NH + CH3COCl -> CH3CONS7 + HCl}}}
Die Umsetzung mit Trimethylsilyldimethylamin ergibt die entsprechende Substitution mit der Trimethylsilylgruppe.
{\displaystyle {\ce {S7NH + (H3C)3SiN(CH3)2 -> S7NSi(CH3)3 + HN(CH3)2}}}